# رشيد مسلم نويلاتي
رشيد مسلم نويلاتي (1963 - 1986)، هو دبلوماسي سعودي سابق. شغل منصب سفير السعودية في ألمانيا في الفترة من 8 أبريل 1982 إلى 9 أبريل 1986.

## مساره المهني
في الفترة من 1962 إلى 1965 شغل منصب القائم بالأعمال السعودي في بيروت. في عام 1962، وبعدما تم إخراج أعضاء حركة الأمراء الأحرار من الحكومة ومن المملكة العربية السعودية، اتصل هاتفيا بطلال بن عبد العزيز في فندقه وأخبره أنه مسؤول عن جمع جواز سفره.
في عام 1982، تم تعيينه سفيرا للسعودية في داكار (السنغال).
في الفترة من 8 أبريل 1982 إلى 9 أبريل 1986، كان سفيرا للسعودية في بون (ألمانيا).